# Luigi Torelli
Pour les articles homonymes, voir Torelli.
Luigi Torelli, né à Villa di Tirano le 9 février 1810 et mort à Tirano le 14 novembre 1887, est un homme politique italien, partisan de l'unité italienne, ministre et sénateur du Royaume.

## Biographie
Luigi Torelli issu d'une famille noble, titre de noblesse donné à son père en 1816, est le fils de Bernardo Torelli, et de Guicciardi Luigia sa mère. Il fait ses études à l'université de Pavie en Philosophie du droit, et épouse Marietta Baldoni Branduardi avec qui, il a quatre enfants :
- Luigia
- Maria
- Bernardo
- Domenico

Lors des cinq journées de Milan, insurrection qui débute le 18 mars 1848 contre l'occupation autrichienne, il est nommé lieutenant d'infanterie, capitaine d'état-major et chef d'état-major de brigade. Luigi Torelli, par le décret du 3 août 1874, obtient le titre souverain de comte. Gouverneur, puis préfet de Sondrio de 1859 jusqu'au 9 octobre 1861, Luigi Torelli est nommé préfet de Bergame, Palerme, Pise et Venise. Il occupe le poste de ministre de l'Agriculture, du Commerce et de l'Industrie sous le gouvernement du royaume d'Italie dirigé par Alfonso La Marmora.

## Décorations
- Chevalier de l'ordre des Saints-Maurice-et-Lazare : 18 février 1856
- Commandeur de l'ordre des Saints-Maurice-et-Lazare : 9 aout 1859
- Grand officier de l'ordre des Saints-Maurice-et-Lazare : 1er juin 1862
- Grand cordon de l'ordre des Saints-Maurice-et-Lazare : 31 décembre 1865
- Chevalier de l'ordre militaire de Savoie
- Grand officier de l'ordre de la Couronne d'Italie : 23 janvier 1870
- Grand officier de l'ordre national de la Légion d'honneur (France)
- Chevalier de l'ordre Ottoman : 1857
- Grand croix de l'ordre de François-Joseph d'Autriche : 1871
- Grand officier de l'ordre de Léopold (Belgique) : 1877

### Sources
- (it) Cet article est partiellement ou en totalité issu de l’article de Wikipédia en italien intitulé « Luigi Torelli » (voir la liste des auteurs).